# Headland, Alabama
Headland este un oraș din statul Alabama, Statele Unite ale Americii. Face parte din zona metropolitană Dothan a statului Alabama. Primarul actual este Ray Marler. Orașul Headland a fost încorporat în anul 1871.
La recensământul din 2000, populația a fost de 3.523 de locuitori. La recensământul din 2010, populația a fost de 4.510 de locuitori, aflată în creștere cu 28%.

## Geografie
Headland se află la 31°21′12″N 85°20′23″V / 31.35333°N 85.33972°V (31.35341, -85.339793).
Conform United States Census Bureau, orașul are o întindere de aproximativ 41.5 km² din care 100% este uscat și 0% apă.

## Populație
Conform recensănântului din 2000, în oraș au fost la acel moment 3.523 oameni, 1.423 case, și 1.027 de familii. Densitatea populației era de 84,9 loc/km². Dintre locuitorii orașului, 67.53% erau albi, 31.28% erau negri și africani americani, 0.20% amerindieni, 0,09% asiatici și 0,20% din populație era hispanică și latină.
Media de vârstă este de 36,6 ani, 87% din populație a absolvit cel puțin liceul, 33 de persoane nu s-au născut aici, 15,3% din populație trăiește sub nivelul de sărăcie iar 414 persoane sunt veterani.

## Localități învecinate
Figura de mai jos arată localitățile imediat învecinate cu Headland. Un punct galben arată o localitate cu mai mult de 20.000 de locuitori iar un punct negru arată o localitate cu mai puțin de 20.000 de locuitori.